# Phares au confluent du Tamiš et du Danube
Les phares au confluent du Tamiš et du Danube (en serbe cyrillique : Светионици на ушћу Тамиша у Дунав ; en serbe latin : Svetionici na ušću Tamiša u Dunav) sont situés à Pančevo, dans la province de Voïvodine et dans le district du Banat méridional, en Serbie. Ils sont inscrits sur la liste des monuments culturels de grande importance de la république de Serbie (identifiant no SK 1465).
La rivière Tamiš, qui prend sa source en Roumanie, est connue dans ce pays sous le nom de Timiș.

## Présentation

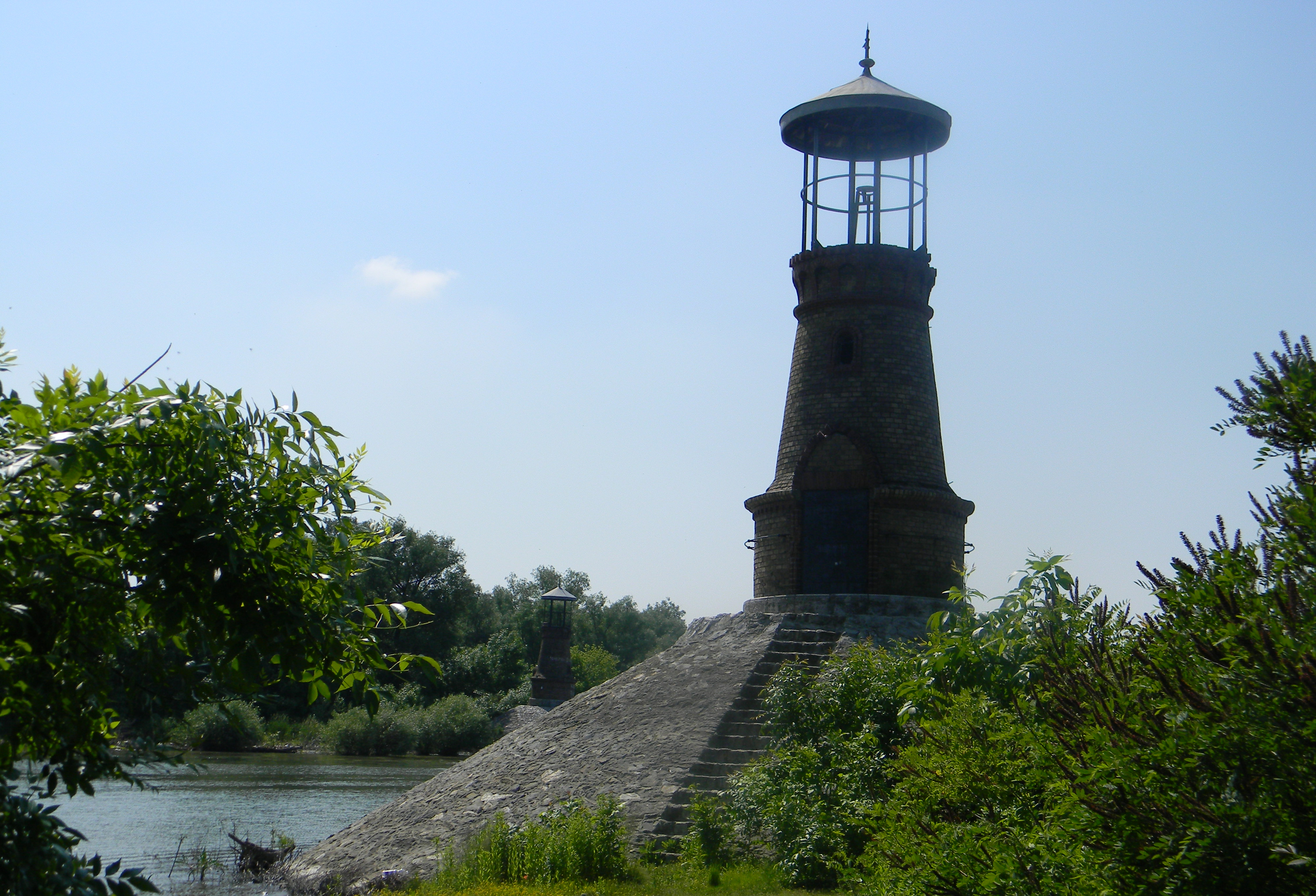
Détail d'un phare

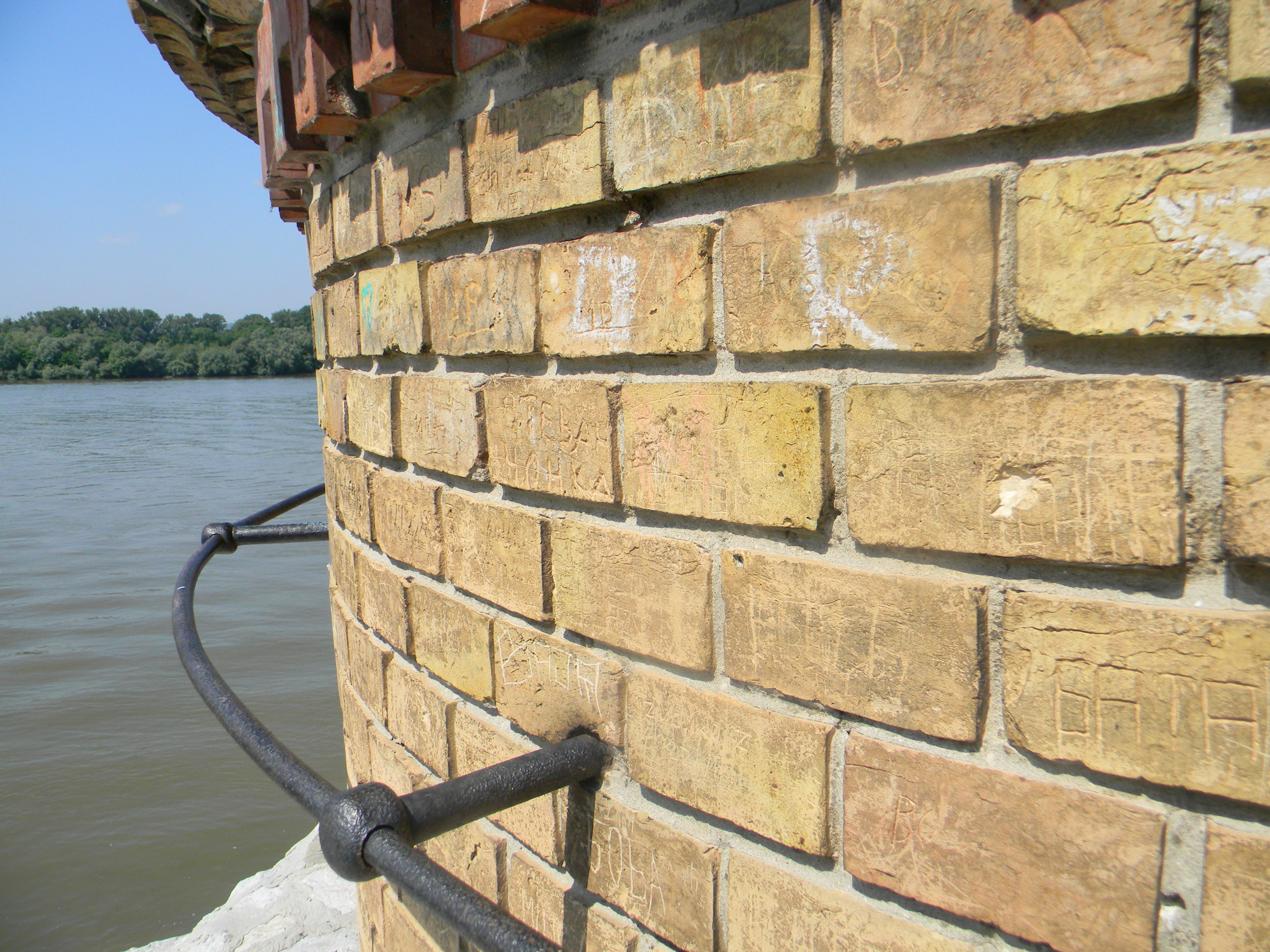
Autre détail

Les phares ont été construits en 1909, à l'époque où Pančevo faisait partie de l'Autriche-Hongrie, pour assurer la sécurité du transport fluvial.
En plus de leur aspect fonctionnels, les bâtiments ont également une valeur architecturale et témoignent du développement de la ville au début du XXe siècle. Ils sont construits en briques reposant sur une base circulaire en pierres. Ils sont répartis en trois zones à l'aide de cordons profilés en briques rouges qui entourent également les entrées et les ouvertures. Au sommet des tours se trouve une terrasse recouverte d'un toit conique et qui abrite aussi la source lumineuse.
Le phare gauche a été partiellement restauré en 2000.